# Toni Ucci
Toni Ucci, all'anagrafe Antonio Ucci (Roma, 13 gennaio 1922 – Roma, 17 febbraio 2014), è stato un attore e cabarettista italiano, talvolta indicato come Tony Ucci, attivo fra la fine degli anni quaranta e i primi anni duemila in cinema, teatro e televisione.

## Biografia

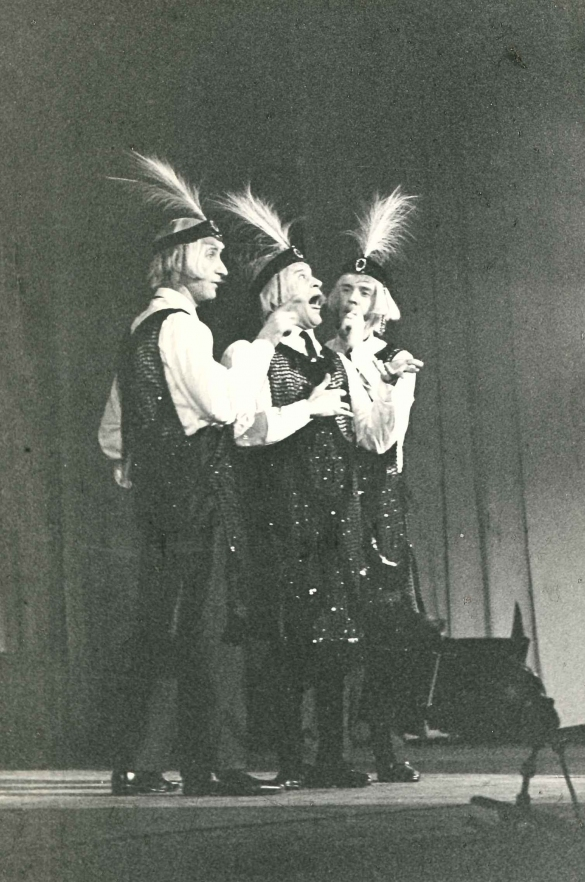
Toni Ucci, primo a sinistra, con Carlo Sposito e Enzo Garinei (1961)

Iniziò a recitare nell'avanspettacolo per poi approdare alla commedia musicale, come in Rugantino (dove sostituì Nino Manfredi, sia nelle rappresentazioni italiane che nella successiva in Argentina), nel Delia Scala Show, affiancando la protagonista con Enzo Garinei e Carletto Sposito e al cabaret, a Roma nel Puff di Lando Fiorini.
È conosciuto soprattutto come caratterista cinematografico nel ruolo del popolano romanesco. Ha recitato al fianco di Totò in I due colonnelli (1963) e Totò e Cleopatra (1963). Affiancò Tomas Milian nei primi due episodi della saga del maresciallo Nico Giraldi: il suo personaggio, un compagno di furti del protagonista prima che entrasse in polizia, muore nel film Squadra antifurto (1976). Ha lavorato solo in un film con Maurizio Merli, Italia a mano armata (1976), nel ruolo di Cacace, autista di Albertelli (John Saxon).
In televisione ha partecipato a trasmissioni di varietà, tra cui le prime edizioni di Canzonissima, Smash, con Delia Scala e Giuseppe Porelli, Ciao, torno subito, con Lando Fiorini (1972) e Milleluci, condotta da Raffaella Carrà e Mina, nella puntata dedicata all'avanspettacolo.
Prese parte anche alle serie televisive La famiglia Benvenuti del 1969 e Piazza di Spagna del 1992, nonché alla commedia musicale Io Jane, tu Tarzan del 1989.
Tra i suoi ultimi lavori Gole ruggenti del 1992, I mitici - Colpo gobbo a Milano del 1994, Favola del 1996 e Ponte Milvio del 2000.

## Omaggi
- Nel 2017, per volontà di un amico e dei soci dell'associazione "Il tempo diverso", gli è stata intitolata una piccola sala teatrale, la "Sala Toni Ucci" a Castel Gandolfo, in corso della Repubblica.

## Filmografia

### Cinema
- Cuore, regia di Duilio Coletti (1947)
- L'imperatore di Capri, regia di Luigi Comencini (1949)
- Peccato di castità, regia di Gianni Franciolini (1956)
- Serenate per 16 bionde, regia di Marino Girolami (1957)
- La canzone del destino, regia di Marino Girolami (1957)
- Non cantare, baciami!, regia di Giorgio Simonelli (1957)
- L'amico del giaguaro di Giuseppe Bennati (1958)
- Un maledetto imbroglio, regia di Pietro Germi (1959)
- La cento chilometri, regia di Giulio Petroni (1959)
- Il terrore dell'Oklahoma, regia di Mario Amendola (1959)
- Simpatico mascalzone, regia di Mario Amendola (1959)
- Il raccomandato di ferro, regia di Marcello Baldi (1959)
- Audace colpo dei soliti ignoti, regia di Nanni Loy (1959)
- La cambiale, regia di Camillo Mastrocinque (1959)
- Noi duri di Camillo Mastrocinque (1960)
- Risate di gioia, regia di Mario Monicelli (1960)
- Appuntamento a Ischia, regia di Mario Mattoli (1960)
- Le olimpiadi dei mariti, regia di Giorgio Bianchi (1960)
- Psycosissimo, regia di Steno (1960)
- Ferragosto in bikini, regia di Marino Girolami (1960)
- Pesci d'oro e bikini d'argento, regia di Carlo Veo (1961)
- Bellezze sulla spiaggia, regia di Marino Girolami (1961)
- L'assassino, regia di Elio Petri (1961)
- Appuntamento in Riviera, regia di Mario Mattoli (1962)
- I due colonnelli, regia di Steno (1963)
- Totò e Cleopatra, regia di Fernando Cerchio (1963)
- I terribili 7, regia di Raffaello Matarazzo (1963)
- Tre notti d'amore, regia di Franco Rossi (1964)
- Cadavere per signora, regia di Mario Mattoli (1964)
- Amore facile, regia di Gianni Puccini (1964)
- Spiaggia libera, regia di Marino Girolami (1965)
- Gli amanti latini, regia di Mario Costa (1965)
- Viaggio di nozze all'italiana, regia di Mario Amendola (1966)
- L'assalto al centro nucleare, regia di Mario Caiano (1966)
- Mano di velluto, regia di Ettore Fecchi (1966)
- I ragazzi di Bandiera Gialla, regia di Mariano Laurenti (1967)
- Vacanze sulla Costa Smeralda, regia di Ruggero Deodato (1968)
- Indovina chi viene a merenda?, regia di Marcello Ciorciolini (1968)
- La ragazza del prete, regia di Domenico Paolella (1970)
- Senza famiglia, nullatenenti cercano affetto, regia di Vittorio Gassman (1972)
- Boccaccio, regia di Bruno Corbucci (1972)
- La calandria, regia di Pasquale Festa Campanile (1972)
- Jus primae noctis, regia di Pasquale Festa Campanile (1972)
- Il santo patrono, regia di Bitto Albertini (1972)
- Rugantino, regia di Pasquale Festa Campanile (1973)
- I racconti di Viterbury - Le più allegre storie del '300, regia di Mario Caiano (1973)
- Storia de fratelli e de cortelli, regia di Mario Amendola (1973)
- 4 marmittoni alle grandi manovre, regia di Bitto Albertini (1974)
- La sculacciata, regia di Pasquale Festa Campanile (1974)
- Il Messia, regia di Roberto Rossellini (1975)
- Milano: il clan dei calabresi, regia di Giorgio Stegani (1975)
- Amore mio spogliati... che poi ti spiego!, regia di Fabio Pittorru e Renzo Ragazzi (1975)
- Le impiegate stradali - Batton Story, regia di Mario Landi (1976)
- Italia a mano armata, regia di Marino Girolami (1976)
- Squadra antifurto, regia di Bruno Corbucci (1976)
- Squadra antiscippo, regia di Bruno Corbucci (1976)
- Il ginecologo della mutua, regia di Aristide Massaccesi (1977)
- Come perdere una moglie e trovare un'amante, regia di Pasquale Festa Campanile (1978)
- Attenti... arrivano le collegiali!, regia di Giorgio Mille (1979)
- Mia moglie torna a scuola, regia di Giuliano Carnimeo (1981)
- Per favore, occupati di Amelia, regia di Flavio Mogherini (1982)
- Più bello di così si muore, regia di Pasquale Festa Campanile (1982)
- Attila flagello di Dio, regia di Castellano e Pipolo (1982)
- I camionisti, regia di Flavio Mogherini (1982)
- Care amiche mie, regia di Alessandro Metz (1982)
- Gian Burrasca, regia di Pier Francesco Pingitore (1982)
- Pierino colpisce ancora, regia di Marino Girolami (1982)
- Porca vacca, regia di Pasquale Festa Campanile (1982)
- Fiori di zucca, regia di Stefano Pomilia (1988)
- La ragazza del metrò, regia di Romano Scandariato (1989)
- Diceria dell'untore, regia di Beppe Cino (1990)
- Il viaggio di Capitan Fracassa, regia di Ettore Scola (1990)
- Gole ruggenti, regia di Pier Francesco Pingitore (1992)
- Lia, rispondi, regia di José Quaglio (1992)[1]
- I mitici - Colpo gobbo a Milano, regia di Carlo Vanzina (1994)
- Favola (film 1996), regia di Fabrizio De Angelis (1996)
- Ponte Milvio, regia di Roberto Meddi (2000)

### Televisione
- La famiglia Benvenuti – serie TV (1968)
- Un'estate, un inverno, regia di Mario Caiano – miniserie TV (1971)
- Ritratto di donna velata, regia di Flaminio Bollini – miniserie TV (1975)
- Valentina, una ragazza che ha fretta, regia di Vito Molinari – miniserie TV (1977)
- Cinema – serie TV (1979)
- Storia d'amore e d'amicizia – serie TV, episodio 6 (1982)
- Quei trentasei gradini, regia di Luigi Perelli – miniserie TV (1984)
- Taxi a due piazze, regia di Eros Macchi – commedia teatrale (1986)
- Kamikaze, regia di Bruno Corbucci – film TV (1986)
- Quando arriva il giudice, regia di Giulio Questi (1986)
- Una casa a Roma, regia di Bruno Cortini – miniserie TV (1989)
- Il vigile urbano – serie TV (1989)
- Io Jane, tu Tarzan, regia di Enzo Trapani – programma TV (1989)
- Piazza di Spagna – serie TV (1992)
- Un commissario a Roma – serie TV (1993)

## Teatro
- Domani è sempre domenica, con Wanda Osiris (1947-1948)
- Buon appetito, con Carlo Dapporto (1948-1949)
- Buondì zia Margherita, con Carlo Dapporto (1949-1950)
- Snob, con Carlo Dapporto (1950-1951)
- Cristoforo Colombo di Paul Claudel (1951)
- Cavalcata di mezzo secolo, con Nino Taranto (1951-1952)
- La piazza, con Carlo Dapporto (1952-1953)
- B come Babele, con Nino Taranto (1953-1954)
- Passo doppio, con Ugo Tognazzi, a Parigi (1954-1955)
- L'uomo si conquista la domenica, con Macario (1955-1956)
- Non sparate alla cicogna, con Macario (1957-1958)
- Buonanotte Bettina, con Walter Chiari – commedia musicale (1958-1959)
- Delia Scala Show di Garinei e Giovannini (1961)
- Rugantino, con Lea Massari e Aldo Fabrizi – commedia musicale (1962-1964) - sostituisce Nino Manfredi nel ruolo di protagonista
- I Rompiglioni (1965-1966)
- La strana coppia (1966-1968)
- Angeli in bandiera, con Gino Bramieri e Milva (1969-1971)
- Achille Ciabotto medico condotto, con Erminio Macario (1971-1972)
- Il Vantone, con Mario Scaccia (1975-1976)
- Il Volpone, con Mario Scaccia (1977-1978)
- Terrore e miserie del III Reich (1978-1979)
- Taxi a due piazze, con Johnny Dorelli (1983-1985)
- Varietà Varietà, con Massimo Ranieri (1986-1987)
- Don Giovanni (1987-1988)

### La commedia musicale
- Rugantino, testo e regia di Garinei e Giovannini, Pasquale Festa Campanile, Massimo Franciosa, e Luigi Magni, prima al Teatro Sistina di Roma, il 15 dicembre 1962.

## Programmi TV
- Canzonissima (1961)

## Prosa televisiva Rai
- Gastone di Ettore Petrolini, regia di Maurizio Scaparro, trasmessa il 9 settembre 1977.

## Doppiaggio
- Romolo de Biasi in Roma

## Doppiatori italiani
- Carlo Alighiero in Audace colpo dei soliti ignoti
- Ferruccio Amendola in Risate di gioia
- Michele Gammino ne Il Messia